# Otterøya (Vestland)
Otterøya est une île norvégienne du comté de Hordaland appartenant administrativement à Bømlo.

## Description

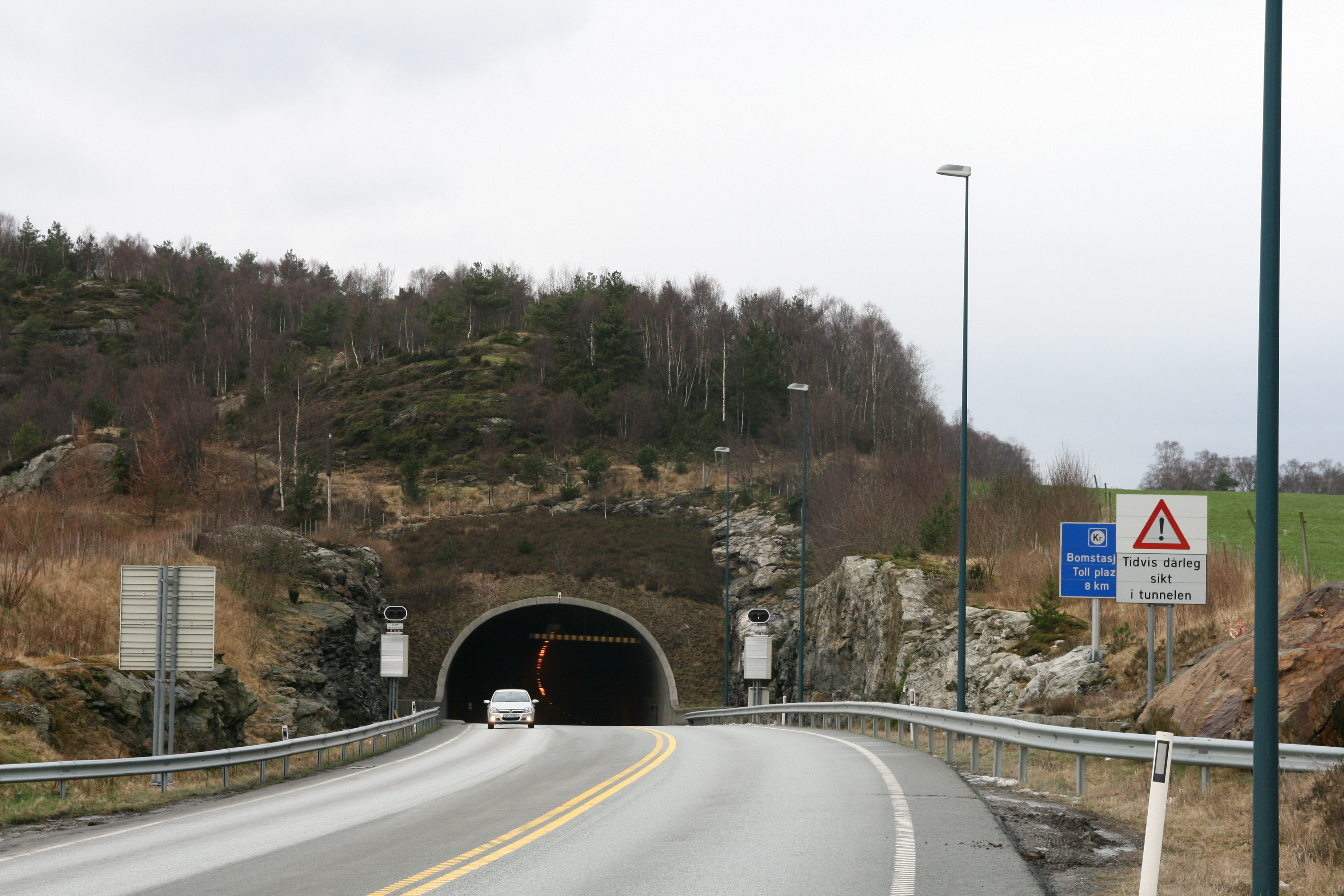
Entrée du tunnel

Rocheuse et couverte d'une légère végétation, dans le Bømlafjorden (en), au sud-est de Føyno, Nautøya et Spissøy, elle s'étend sur environ 975 m de longueur pour une largeur approximative de 880 m.
L'île compte quatre bâtiments. Le tunnel du Bømlafjord (Bømlafjordtunnelen (no)) la traverse inégalement au nord-est.
La partie sud de l'île est une réserve naturelle.